# Gut Lohe
Das Gut Lohe ist eine abgegangene spätmittelalterliche Wasserburg und ehemaliges Rittergut bei der Gemeinde Bakum im niedersächsischen Landkreis Vechta.

## Geschichte
Die Wasserburg wurde von den Herren von Schagen nach 1375 als Nachfolgerin der zerstörten Lohburg errichtet, die 600 m weiter nordwestlich lag. Das Gut Lohe soll einem späteren Gerichtsprotokoll zufolge ursprünglich aus vier Bauernstellen bestanden haben, die von zwei Edelleuten erworben wurden. Daraus seien zwei Güter geschaffen worden, die schließlich zu einem Rittergut zusammengelegt worden seien. 1520 wurde die Anlage durch Hermann von Schagen und Otto von Drebber an Albert von dem Bussche auf Schloss Hünnefeld bei Bad Essen überliefert. Die alte Anlage wurde 1737 abgebrochen und zwei Jahre später durch einen Neubau ersetzt. 1782 wurde das Gut an die Herren von Münster zu Gut Langelage bei Bohmte verkauft, die es 1799 in bürgerliche Hände weiterveräußerten. Das Haupthaus wurde 1828 auf Abbruch verkauft.

## Beschreibung
Die Burg Lohe besaß die Gestalt einer trapezförmigen Wasserburg, auf der einst Wohn- und Wirtschaftsgebäude standen. Im Nordosten und Südwesten stand jeweils ein Turm auf dem rechteckigen Areal. Die Burgfläche soll eine Größe von ungefähr 1 ha aufgewiesen haben, wozu aber wohl auch die Außenanlagen gerechnet werden müssen. Die Kernburg war durch einen 14 m breiten Wassergraben geschützt, die Gesamtanlage durch einen Doppelgraben.